# Désiré Mérchez
Désiré Mérchez (n. 16 august 1882, Lille, Franța – d. 8 iulie 1968, Nisa, Franța) a fost un înotător francez, medaliat olimpic. A participat la 1 ediție a Jocurilor Olimpice (1900) în care a câștigat 1 medalie de bronz.

## Participări
Lista de mai jos prezintă principalele competiții la care a participat Désiré Mérchez de-a lungul carierei.
- natation aux Jeux olympiques d'été de 1900 – 200 mètres par équipes hommes[*]